# Michael Martin (político)
Michael John Martin, Baron Martin de Springburn (Glasgow, Escocia; 3 de julio de 1945-29 de abril de 2018), fue un político británico.

## Biografía
Fue miembro del Parlamento del Reino Unido por el distrito electoral de Glasgow Springburn (1979-2005) y luego por Glasgow North East (2005-2009). Fue miembro del Partido Laborista hasta su elección como presidente de la Cámara de los Comunes en 2000, cargo que ocupó durante nueve años hasta su renuncia en 2009.
Fue el primer católico en el cargo de presidente de la Cámara de los Comunes, desde la Reforma Protestante. Renunció a la presidencia el 21 de junio de 2009 como resultado de la caída en la confianza pública en el Parlamento debido a su papel en escándalos parlamentarios.